# Carl Wilhelm Hahn
Carl Wilhelm Hahn (Weingartsgreuth, 16 dicembre 1786 – Norimberga, 7 ottobre 1835) è stato un aracnologo, entomologo e ornitologo tedesco.

## Biografia
Hahn era figlio di un giardiniere che in seguito fu impiegato dal conte Friedrich von Pückler a Fürth. Frequentò il liceo classico a Erlangen e prestò servizio militare fino al 1808.  Studiò scienza della macchina fotografica a Erlangen e poi lavorò nell'amministrazione fiscale locale nei distretti Main e Legau. Nel 1819 ricevette il dottorato a Erlangen e poi si definì scienziato naturalista e studioso privato. Nel 1818 iniziò a pubblicare la prima parte del suo libro sugli uccelli esotici. Nel 1819 si trasferì da Fürth a Norimberga, dove vide migliori opportunità di pubblicazione. Nel 1820 sposò la vedova di un medico, che aveva già tre figli e, dalla quale ebbe un'altra figlia. Nel 1821 si trasferì a Monaco di Baviera a causa di un progetto di libro sugli uccelli esotici nello zoo privato del re bavarese Massimiliano I Giuseppe, ma non ne uscì nulla. Nel 1825 lasciò di nuovo Monaco per ragioni sconosciute e fece ritorno a Norimberga. Successivamente vi sono scarse notizie sulla sua attività se non quella della morte, nel 1835, a seguito di una malattia ai polmoni.
La sua monografia sui ragni doveva originariamente apparire in 12 capitoli all'anno (stampate in solo 100 copie ciascuno), ma vennero consegnati solo 8 capitoli in totale dal 1820 al 1836, e da quelli pubblicati dal 1831 in poi, che il suo editore pubblicò come di altri naturalisti (non nominati) Hahn prese le distanze. Realizzò i disegni personalmente (4 tavole a colori per capitolo, un totale di 81 ragni mostrati su 32 tavole a colori).
Poiché era insoddisfatto del suo primo progetto e del suo editore, pubblicò la serie Die Arachniden (16 volumi in 94 capitoli, fino al 1848, con più di 500 tavole a colori), che fu continuata dopo la sua morte da Carl Ludwig Koch (1778-1857) in 2089 pagine). In esso ci sono molte prime descrizioni (così come nella monografia dei ragni).
Si dice che la sua collezione di ragni sia arrivata a Monaco, ma non ci sono prove nella collezione statale zoologica.

## Opere
- (DE)  Vögel aus Asien, Afrika, Amerika und Neu-Holland, in Abbildungen nach der Natur mit Beschreibungen. 19 Lieferungen, Lechner, Nürnberg 1818 bis 1836 (ab der 18. Lieferung von Heinrich Carl Küster herausgegeben, der auch 1850 nochmals eine Ausgabe mit revidiertem Text herausgab)
- (DE)  Monographie der Spinnen. 8 Lieferungen, J. J. Lechner, Nürnberg 1820 bis 1836 (Digitalisat der Universitätsbibliothek Heidelberg: Reprint im Zentralantiquariat der DDR 1988)
- (DE)  Die Arachniden. Zeh (ab Band 13 Lotzbeck), Nürnberg 1831 bis 1848 (die ersten beiden Bände 1831 und 1834 von Hahn, danach von Koch)
- (DE)  Naturgetreue Abbildungen zur allgemeinnützigen Naturgeschichte der Thiere Bayerns. Eigenverlag, Nürnberg 1826 bis 1828 (126 Seiten und 100 kolorierte Tafeln, blattweise herausgegeben, 100 Exemplare)
- (DE)  con Jakob Ernst von Reider: Fauna Boica, oder gemeinnützige Naturgeschichte der Thiere Bayerns. 29 Lieferungen, Zeh, Nürnberg, 1830 bis 1835 (digitalizzato)
- (DE)  Ornithologischer Atlas oder naturgetreue Abbildung und Beschreibung der außereuropäischen Vögel. 17 Lieferungen, Zeh, Nürnberg, 1834 bis 1841 (fortgesetzt von Heinrich Carl Küster, Digitalisate der Universitäts- und Landesbibliothek Sachsen-Anhalt (ULB):
- (DE)  Icones ad Monographiam Cimicum, oder Abbildungen zur Monographie der wanzenartigen Insekten 1 Lieferung (24 kolorierte Tafeln), Lechner, Nürnberg 1826. (digitalizzato)
- (DE)  Gründliche Anweisung Krustenthiere, Vielfüße, Asseln, Arachniden und Insecten aller Klassen zu sammeln, zu präparieren, aufzubewahren und zu versenden. Nach mehr als zwanzigjähriger Erfahrung und eigener Ausübung für Sammler und Liebhaber bearbeitet Zeh, Nürnberg 1834; 4. Auflage: Lotzbeck, Nürnberg 1854 (digitalizzato).
- (DE)  Icones Orthopterorum, Abbildungen der hautflügeligen Insecten Lechner, Nürnberg 1835 (nur eine Lieferung, 1 Blatt Text, 4 kolorierte Tafeln)

Fornì anche immagini per il trattato di Johann Wolf: Abbildungen und Beschreibungen merkwürdiger naturhistorischer Gegenstände. 2 volumi, Tyroff, Norimberga 1816-1822, 2. Edizione 1827.
| Hahn è l'abbreviazione standard utilizzata per le specie animali descritte da Carl Wilhelm Hahn. Categoria:Taxa classificati da Carl Wilhelm Hahn |